# 地球村
地球村（英語：Global village），亦称世界村（英語：World village），是通过电子媒介将世界紧密联系的形象表达。地球村也是一个术语，表达了世界各地經濟全球化和其他社会科学的关系。这个词是由加拿大人马歇尔·麦克卢汉创造的，他在《古騰堡星系》（1962）和《理解媒介・論人的延伸》（1964）推广了这个概念。麦克卢汉描述了如何通过电力技术将全球联系成一个村庄，以及信息从此处到彼处的瞬时移动。